# コスタンツォ・チャーノ級軽巡洋艦
コスタンツォ・チャーノ級軽巡洋艦（Incrociatore leggero classe Costanzo Ciano）は、イタリア海軍が計画した軽巡洋艦で嚮導（コンドッティエリ）型第6グループである。1939年度、1940年度海軍整備計画により1隻ずつ計2隻の建造が認められた。

## 概要
本級はイタリア海軍が1939計画と1940年計画で嚮導型軽巡洋艦を1隻ずつ計2隻を調達する事を目的としたクラスであったが、2隻とも1940年6月に未起工のまま建造中止となった。ネームシップの艦名は伊土戦争と第一次世界大戦時のイタリア海軍の軍人コスタンツォ・チャーノ（Costanzo Ciano）で、息子のガレアッツォ・チャーノはベニート・ムッソリーニの娘エッダ・ムッソリーニと結婚していた。2番艦の艦名は第一次大戦時の海軍軍人で魚雷艇攻撃で戦果を挙げ、1918年にオーストリア＝ハンガリー帝国海軍の弩級戦艦「セント・イシュトヴァーン」撃沈に貢献したルイージ・リッツォ（Luigi Rizzo）を候補としていたが1940年に「ヴェネツィア」へ変更された。

## 艦形

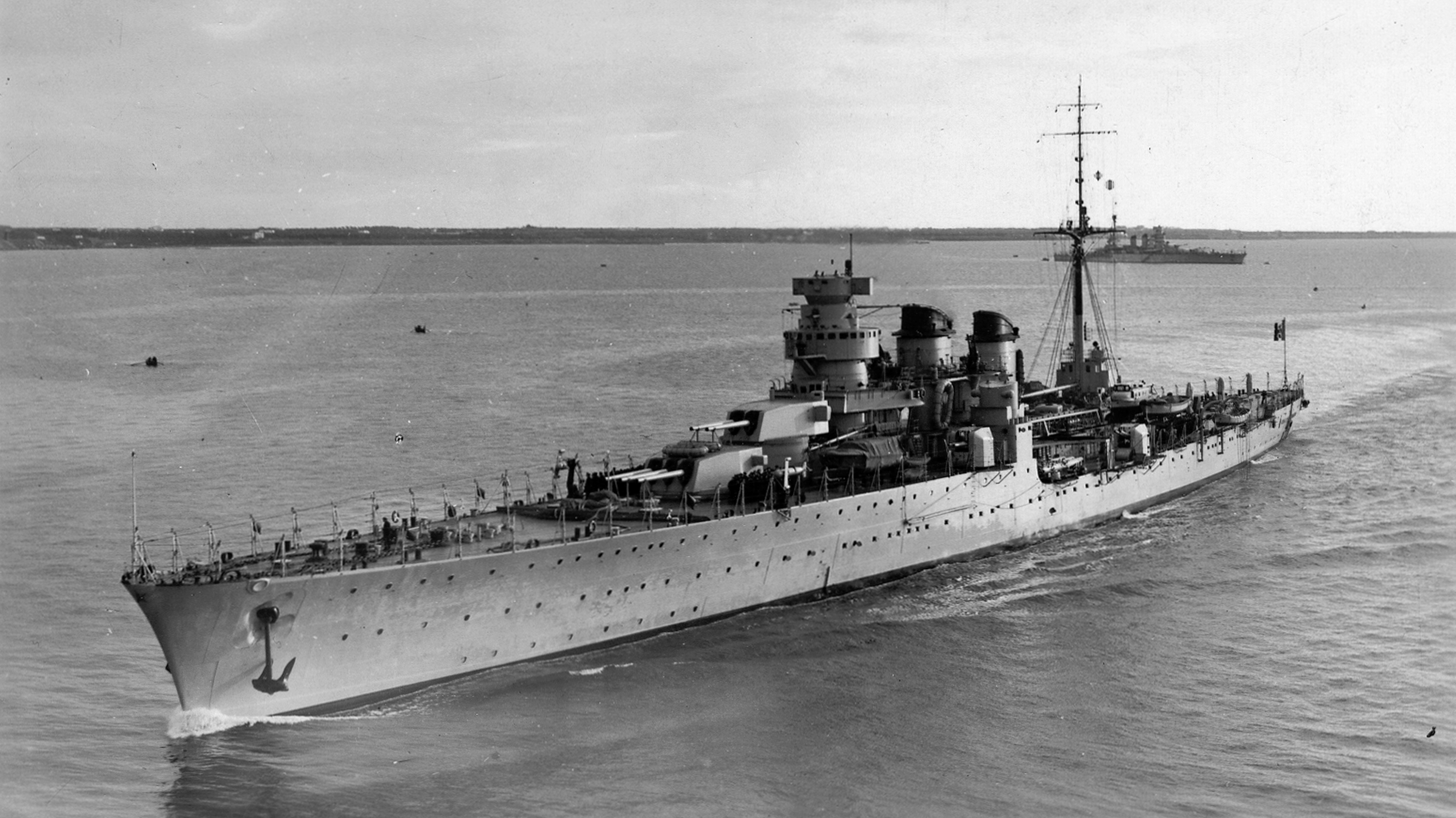
本級のモデルとなったルイージ・ディ・サヴォイア・デュカ・デリ・アブルッツィ級軽巡洋艦「ジュゼッペ・ガリバルディ」。戦後の改装でヴィットリオ・ヴェネト級に準じた艦橋に改装されていた。

本級はルイージ・ディ・サヴォイア・デュカ・デリ・アブルッツィ級の改良型で艦橋構造はヴィットリオ・ヴェネト級戦艦に準じたものとされる予定であった。
本級の船体形状はイタリア近代巡洋艦伝統の長船首楼型船体で、艦首から前甲板までの乾舷はほぼ水平で、本級の凌波能力はあまり重視されていないことをうかがわせる。艦首甲板から本級より「1934年型 15,2cm（55口径）砲」を1番砲塔を三連装砲塔に、2番砲塔に連装砲塔に納め、1・2番主砲塔を背負い式で2基、円筒を積み重ねたような塔型艦橋の背後に2本煙突が立つ。2番煙突の背後が艦載機の運用スペースとなっており、射出カタパルトが左右に1基ずつの計2基が配置された。なお、艦橋と後檣の左右に｢1928年型 10cm(47口径)高角砲｣を連装砲架で片舷2基ずつの計4基あり、その連装高角砲に挟まれる様に53.3cm三連装水上魚雷発射管を片舷1基ずつの計2基を装備した。後部マストを基部としてクレーン1基が付いており、後部マストの左右が艦載艇置き場となっていた。後部甲板には連装砲型の3番主砲塔と三連装砲方の4番主砲塔が後ろ向きに背負い式では位置された。

## 武装

### 主砲
主砲は新設計の「1934年型 15,2cm（55口径）砲」を採用した。性能は重量50 kgの徹甲弾を最大仰角45度で25,740 mまで届かせる能力を持つこの砲を連装砲塔と3連装砲塔に収めた。俯仰能力は仰角45度、俯角5度である。旋回角度は船体首尾線方向を0度として砲塔が左右120度の旋回角度を持つ、主砲身の俯仰・砲塔の旋回・砲弾の揚弾・装填は主に電力で行われ、補助に人力を必要とした。発射速度は毎分4～5発である。

### 高角砲、その他の備砲
高角砲は「Ansaldo and OTO 1939年型 9cm（50口径）高角砲」を採用した。この砲は近代化改装後の「カイオ・ドゥイリオ級」にも採用されている優秀砲である。その性能は重量10kgの砲弾を仰角45度で13,000mまで、最大仰角75度で最大射高10,800mまで届かせることが出来た。砲架の俯仰能力は仰角75度・俯角5度で、旋回角度は舷側方向を0度として左右120度の旋回角度を持っていた。主砲身の俯仰・砲塔の旋回・砲弾の揚弾・装填は主に電力で行われ、補助に人力を必要とした。発射速度は毎分12発である。機関砲類は増強され、ブレダ社製「1938年型 37mm（54口径）機関砲」を連装砲架で4基、「1935年型 20mm（60口径）機銃」を連装砲架で6基。対艦用として53.3cm三連装水上魚雷発射管を2基装備した。　

## 機関
機関配置はイタリア近代巡洋艦伝統のシフト配置である。機関配置は前級と同じくヤーロー式水管缶8基にパーソンズ式ヤード･タービン2基2軸と組み合わせ最大出力は115,000馬力で速力33.0ノットを発揮する計画であった。

## 防御
元来、軽防御が特徴であったイタリア軽巡洋艦は本級で一応の防御能力を与えられた。舷側装甲帯には外側には敵弾の被帽破壊用の30mm装甲が貼られ、その内側に湾曲して100mm装甲板が貼られていた。主にバルジと耐弾効果を狙ったものであった。水線部装甲の上端は主甲板と接続されており装甲は45mmであった。他に主砲塔は最高厚で140mm装甲が貼られた。。

## 同型艦
- コスタンツォ・チャーノ （Constanzo Ciano）
- ヴェネツィア（Venezia）

## 参考図書
- 「世界の艦船 増刊第46集　イタリア巡洋艦史」（海人社)
- 「世界の艦船増刊第20集　第2次大戦のイタリア軍艦」（海人社）
- 「丸 2014年10月号」（光人社）
- 「Conway All The World's Fightingships 1922-1946」（Conway）